# 倫克山脈
72°2′S 24°42′E / 72.033°S 24.700°E
倫克山脈（挪威語：Lunckeryggen）是南極洲的山脈，屬於南龍達訥山脈的一部分，處於詹寧斯冰川和耶爾冰川之間，全長19公里，該山脈由挪威製圖師繪入地圖，最高點海拔高度3,020米。